# NGC 7373
NGC 7373 is een lensvormig sterrenstelsel in het sterrenbeeld Pegasus. Het hemelobject werd op 11 augustus 1864 ontdekt door de Duitse astronoom Albert Marth.

## Synoniemen
- ZWG 379.4
- PGC 69688